# ماري بيث مارلي
ماري بيث مارلي (بالإنجليزية: Mary Beth Marley)‏ هي مصممة رقصات التزلج على الجليد ‏ أمريكية، ولدت في 19 مايو 1995 في نابرفيل في الولايات المتحدة.

## وصلات خارجية
- ماري بيث مارلي على موقع الاتحاد الدولي للتزلج (الإنجليزية)
- ماري بيث مارلي على موقع الاتحاد الدولي للتزلج (الإنجليزية)